# Okayama (stad)
Okayama (Japans: 岡山市, Okayama-shi) is de hoofdstad van de Japanse prefectuur Okayama.
Op 1 april 2018 had de stad 720.066 inwoners. De bevolkingsdichtheid bedroeg 912 inw./km². De oppervlakte van de stad is 789,95 km².

## Geschiedenis
Okayama werd op 1 juni 1889 een stad (shi). De stad kreeg in 1996 het statuut van kernstad en werd vervolgens op 1 april 2009 een decretaal gedesigneerde stad.

## Wijken
Okayama heeft vier wijken (ku):
| Embleem                    | Wijk       | Bevolking | Oppervlakte(km²) | Dichtheid (per km²) | Kaart |
| -------------------------- | ---------- | --------- | ---------------- | ------------------- | ----- |
|                            | Kita-ku    | 287.898   | 450,75           | 639                 |       |
|                            | Naka-ku    | 142.081   | 51,29            | 2770                |       |
|                            | Higashi-ku | 99.029    | 160,42           | 617                 |       |
|                            | Minami-ku  | 170.414   | 127,45           | 1340                |       |
| Cijfers van 1 oktober 2009 |            |           |                  |                     |       |

## Cultuur
Elk jaar vindt er op de 3e zaterdag van februari het Hadaka Matsuri-festival plaats. Duizenden mannen lopen dan gekleed in alleen een lendendoek door de straten. De mannen komen samen bij een tempel en nemen daar een koud bad. In de tempel is het de bedoeling om een stok te vangen.

## Geboren
- Kinue Hitomi (1907-1931), atlete
- Yuko Arimori (1966), marathonloopster

## Galerij

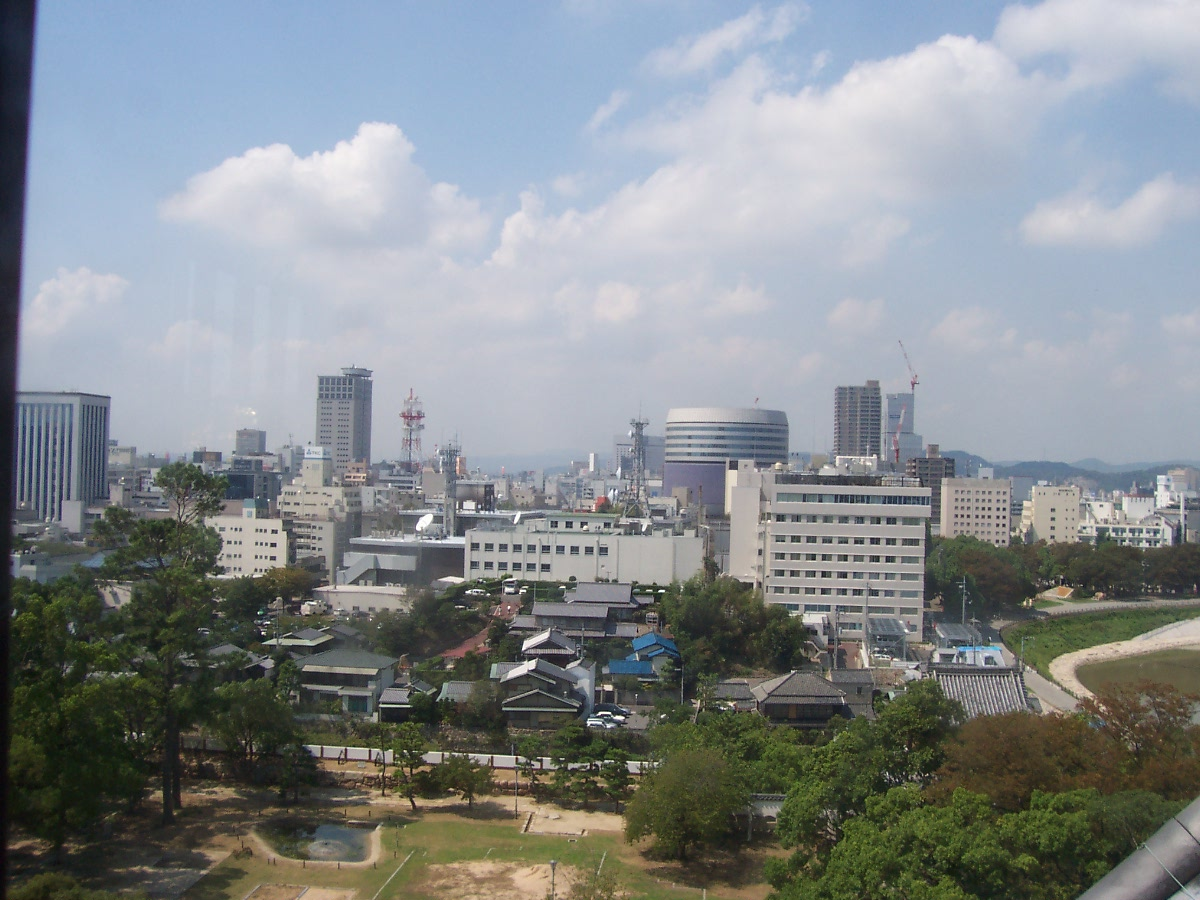
Skyline van Okayama
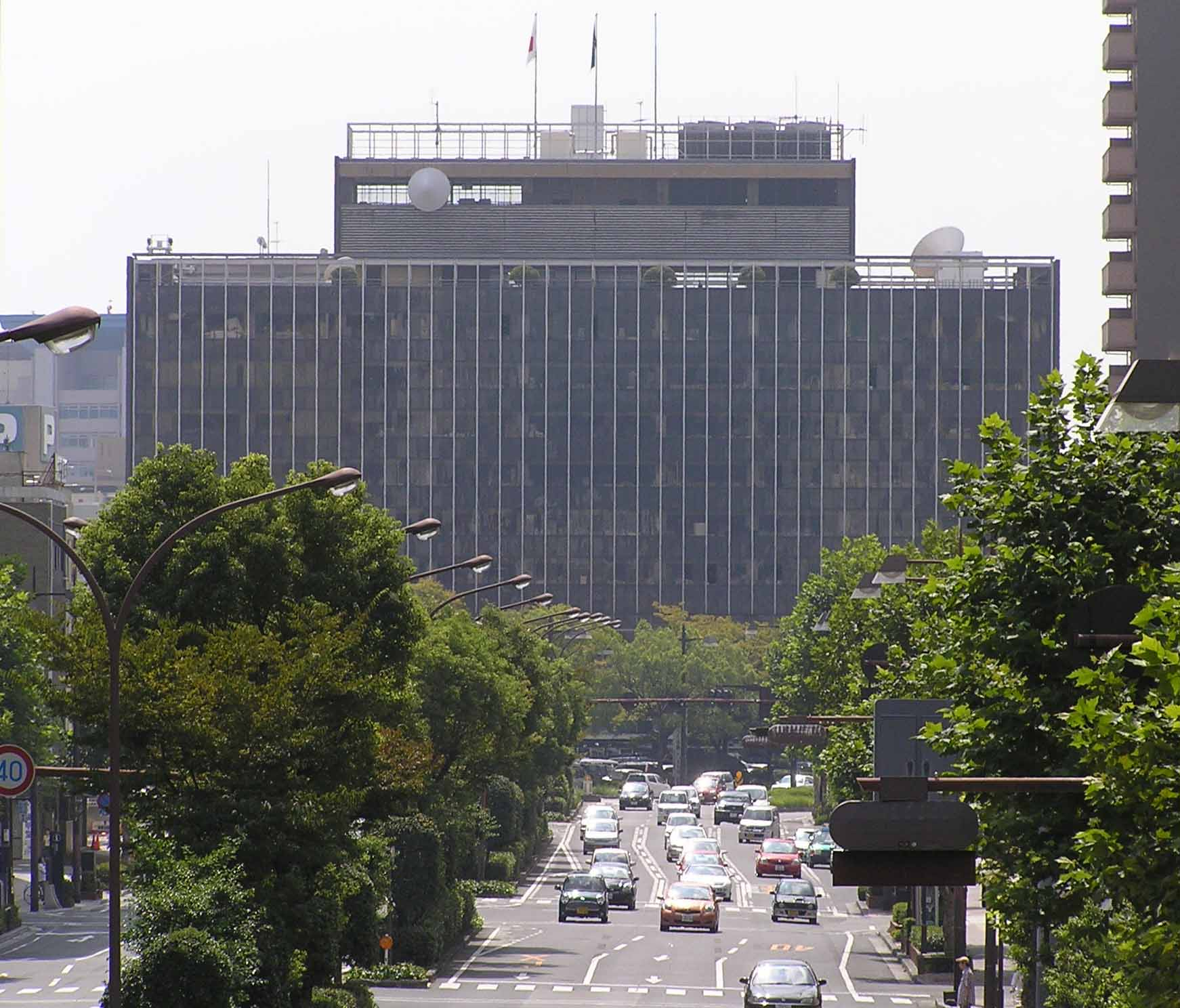
Het stadhuis van Okayama